# Садовський Михайло Вікентійович
Миха́йло Віке́нтійович Садо́вський (*29 липня 1887, Київ — †29 грудня 1967, Торонто) — український військовий та громадський діяч, генерал-хорунжий Армії УНР, начальник похідної канцелярії Військового міністерства при ставці Головного Отамана; організатор, згодом голова, Українського воєнно-історичного товариства у Польщі, видавець військово-історичних журналів; організатор і директор Українського воєнно-історичного інституту й Музею українського війська в Торонто.

## Життєпис

### Юнацтво і школи
Закінчивши середню реальну школу в Києві, М. Садовський вступив до Чугуївської військової школи, продовжував військовий вишкіл у Володимирському київському кадетському корпусі та Київському піхотному юнкерському училищі — і завершив військове навчання у 1912 як кадровий старшина російської армії в ранзі підпоручника. Приділений до 167 Острожського піхотнього полку в Черкасах, у складі якого вступив у Першу світову війну в 1914.

### Перша світова війна
Перебуваючи на фронтах у воєнний час, був тяжко ранений й отруєний газами. Тричі підвищений у ранзі аж до капітана й нагороджений шістьма нагородами, в тому числі: Анненською зброєю (шабля з написом «За хоробрість») і орденом св. Володимира з мечами й бантом IV ст. Займав різні старшинські командні посади від командира роти (сотні) до замісника командира полку в російській армії за час війни аж до революції.
З вибухом російської революції та спонтанного українського національного визвольного руху приєднався до групи українських свідомих патріотів, що стреміли до удержавлення України й створення власного національного війська. Брав активну безперервну участь у визвольній боротьбі батьківщини проти російських червоної й білої армій; в останніх її стадіях, уже в ранзі полковника Армії УНР, займав переважно штабові становища. Його приділено спершу до Культурно-освітньої управи Управління Генерального штабу, а опісля — до Головного штабу, а в роках 1918—1920 назначено начальником Похідної канцелярії Військового Міністерства при ставці Головного Отамана Симона Петлюри.

### На еміграції

Управа Комітету допомоги біженцям з України. Сидять (зліва направо): Антін Коршнівський, Михайло Садовський, Шевчук. Стоять: Варфоломій Євтимович, В. Костейчук, Бігун. 1924 рік

Уже на еміграції при Президентові Андрієві Лівицькому в Польщі й Німеччині та аж до виїзду до Канади в 1950 р. М. Садовський служив ще Начальником Персональної управи Військового міністерства та був членом Вищої військової ради.
Один з основоположників та заступник голови Українського воєнно-історичного товариства в Польщі, а з 1939 його голова.
У 1944 р. Державним центром УНР в екзилі був підвищений до рангу генерал-хорунжого.
Пізніш у німецькому таборі Майнц-Кастель для біженців у 1949 на чолі групи старшин Армії УНР заснував Український воєнно-історичний інститут з Військовим музеєм — і став його досмертним директором: на цьому становищі перебув досмертно, устигши зібрати й захоронити цінні воєнні й державні реліквії та пам'яткові експонати воєнних часів.

### На громадській ниві
У таборах польської інтернації Української Армії став членом (іноді служив головою) різних культурних і добродійних організацій: Українська Спілка Воєнних Інвалідів у Польщі, Управління Станиці в Каліші, Український Червоний Хрест, Головна Рада Хреста С. Петлюри, Товариство вояків Армії УНР в Польщі, основник і заступник голови Українського воєнно-історичного т-ва, Т-во Допомоги еміґрантам з України в Тарнові-Каліші, Об'єднання українських організацій в Каліші, там же влаштування Дому українського еміґранта та Видавництво «Чорномор».

### Статті в українській пресі
У Варшаві М. Садовський розпочав видавничу та літературну діяльність, випускаючи друком популярний збірник «За Державність», якого був головним редактором й якого видав з рамени Українського воєнно-історичного Товариства (9 томів), а вже в Торонті довидав того ж збірника 10-й і 11-ий томи від Українського воєнно-всторичного інституту. Як журналіст дописував до «Тризуба» в Парижі, до української «Ниви» в Польщі, до «Табору» у Каліші, до «Діла» у Львові, до «Свободи» в США, до «Українського голосу» й «Вільного слова» в Канаді.

### Популяризатор воєнно-історичних здобутків України
З 1947 — директор Українського воєнно-історичного інституту та Музею українського війська при ньому (в Торонто), голова Головної ради Хреста ім. Петлюри; редактор журналу «Український Інвалід», збірників «За Державність» і Бібліотеки Українського воєнно-історичного товариства у Варшаві. На еміграції на теренах Німеччини, Канади і ЗДА влаштовував виставки експонатів Військового Музею при УВІІ (до 40), а також виголошував доповіді головно про Державний Центр та Визвольні змагання в роках 1917—1921. Поза всім тим генерал М. Садовський залишив визначні сліди також і в своїй державницькій праці в еміграції: у Канаді він декілька років підряд працював фінансовим уповноваженим ВО УНРади, а потім повнив уряд голови Представництва екзильного Державного Центру — Уряду УНР на Канаду. За довголітню працю Уряд УНР надав М. Садовському ранг генерал-хорунжого.
Помер у Торонто (Канада).

## Вшанування пам'яті
28 травня 2011 року у мікрорайоні Оболонь було відкрито пам'ятник «Старшинам Армії УНР — уродженцям Києва». Пам'ятник являє собою збільшену копію ордена «Хрест Симона Петлюри». Більш ніж двометровий «Хрест Симона Петлюри» встановлений на постаменті, на якому з чотирьох сторін світу закріплені меморіальні дошки з іменами 34 старшин Армії УНР та Української Держави, які були уродженцями Києва (імена яких вдалося встановити історикам). Серед іншого вигравіруване й ім'я Михайла Садовського.